# Груздев, Николай Павлович
Николай Павлович Груздев (1958—2011) — советский тяжелоатлет, Мастер спорта СССР (1975), двукратный чемпион Мира по тяжелой атлетике среди юниоров, Чемпион СССР и обладатель Кубка СССР (1976) в сумме двоеборья, Мастер спорта СССР международного класса по тяжёлой атлетике.

## Биография
В секцию тяжелой атлетики спортпавильона «Горняк» Николай пришёл в 12 лет. Руководил секцией Виктор Иванович Максимов (первый тренер Николая Груздева). Это было риском со стороны Виктора Ивановича, так как заниматься тяжёлой атлетикой разрешалось только с 14 лет. Но, как оказалось, риск был вполне оправдан. Николай проявил себя как серьёзный, дисциплинированный и целеустремленный подросток. До прихода в секцию он прочитал огромное количество литературы о спорте, особенно сильное впечатление на него произвела книга о «железном Самсоне» — Александре Зассе, русском богатыре начала XX века. В свои 12 лет Николай мог уже оценивать методики тренировок, контролировал режим и рацион питания. Будучи учеником всего лишь шестого класса, юный спортсмен мог поднять вес 80 кг.
В феврале 1975 года, выступая на первенстве Российского совета добровольного спортивного общества «Буревестник» в Куйбышеве, Николай Груздев выполнил норматив мастера спорта СССР по тяжелой атлетике по поднятию тяжестей. В рывке он поднял штангу весом 123 кг, в толчке — 152,5 кг. И это в возрасте 17 лет. В 1975 году Николай окончил школу № 33 с прекрасным аттестатом — 4,5 балла. К аттестату прилагалась почетная грамота за успехи в изучении немецкого языка.
В августе 1975 года поступает на металлургический факультет УПИ им. С. М. Кирова (ныне Уральский государственный технический университет — УПИ), где тренировался у Рафаила Хасановича Шагапова. с этим временем совпал первый вызов в сборную СССР среди юниоров. 1975 год — год больших побед в спортивной биографии Н. П. Груздева. Участие в матче РСФСР — Польская Народная Республика— первое место. Далее — выигрыш (первое место) в очень напряженной борьбе с двумя болгарскими и одним нашим атлетами в кубке Дружбы социалистических стран среди юношей в столице Монголии Улан-Баторе. Эти соревнования рассматривались как малый чемпионат мира. В рывке Груздев взял 135 кг, а в толчке 167,5 кг.
В 1976 году Николай Павлович в составе юниорской сборной Союза участвует в чемпионате мира и Европы в польском городе Гданьске. Николай Груздев одержал феерическую победу, поднял 200,5 кг. Это был мировой рекорд, который до 1979 года ни один спортсмен не мог повторить, а тем более перекрыть. После победы в Польше Николай Груздев выиграл соревнования на Кубок СССР международного класса (конец 1976 года) и вошёл в основную сборную команду (среди взрослых). Следующие 4 года прошли в напряженнейших тренировках с прицелом на Олимпиаду-80 в Москве. За этот период он завоевал 53 медали в разного рода соревнованиях, почти все золотые.
Николай Груздев выступал в Швеции, Монголии, Венгрии, Польше, Греции, Австрии, Болгарии.
По объективным обстоятельствам Николаю Павловичу не пришлось принять участие в Олимпиаде-80, хотя он рассматривался как кандидат. В результате поехал тяжелоатлет из Казахстана Виктор Мазин. В спорт вмешалась государственная политика. Итогом этих закулисных хитросплетений явилось то, что выдающийся спортсмен Николай Павлович Груздев ушёл из большого спорта.
Тяжелоатлет продолжал тренировки в домашних условиях и в 1981 году самостоятельно приблизился к мировому рекорду, поднял в рывке 170 кг. При том, что условий для полноценных занятий не было, как говорит Николай Павлович, основным питанием была картошка.
В 2004 году в газете «Березовский рабочий» опубликована статья Н. П. Груздева «Дорога чемпиона».
15 февраля 2011 года Николай Павлович Груздев был убит в своём доме грабителями в г. Березовском. Преступники были задержаны через несколько часов.

## Награды и звания
- Мастер спорта СССР (1975)
- Мастер спорта СССР международного класса по тяжёлой атлетике
- Двукратный чемпион Мира по тяжёлой атлетике среди юниоров
- Чемпион СССР и обладатель Кубка СССР (1976) в сумме двоеборья